# Lipinia relicta
Lipinia relicta — вид сцинкоподібних ящірок родини сцинкових (Scincidae). Ендемік Індонезії.

## Поширення і екологія
Lipinia relicta мешкають на західному узбережжі Суматри, на заході Яви та на Ментавайських островах, зокрема на Енгано. Вони живуть у вологих тропічних лісах.